# Bosnisch-hercegovinische Infanterie

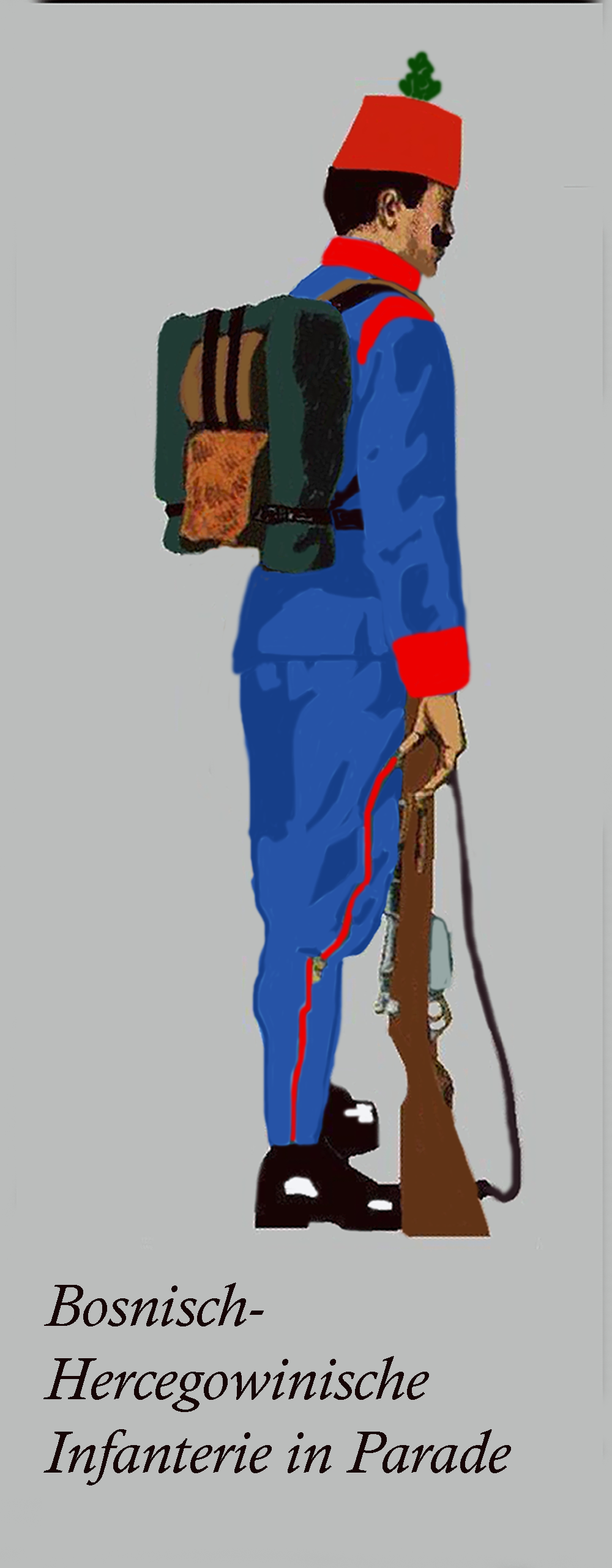
Bosnisch-Herceowinischer Infanterist in Paradeadjustierung

Die Bosnisch-hercegovinische Infanterie (im österreichischen Militärjargon und allgemeinen Sprachgebrauch als Bosniaken bezeichnet) war ein Teil der k.u.k. Infanterie in der Armee Österreich-Ungarns, dem man einen gewissen Sonderstatus zugebilligt hatte. Die Bosnisch-hercegovinische Infanterie besaß eine eigene Uniform und ihre Einheiten erhielten eine eigene Nummernfolge innerhalb der Gemeinsamen Armee.
Der Mannschaftsbestand kam außer aus Bosnien und der Herzegowina nahezu ausschließlich aus den zum ungarischen Reichsteil gehörenden Gebieten von Kroatien sowie aus Montenegro. Auf die religiösen Vorschriften der Soldaten islamischen Glaubens wurde peinlichst genau Rücksicht genommen (siehe k.u.k. Militärseelsorge). Offiziere und Unteroffiziere stammten während des ersten Aufstellungsphase aus anderen Infanterieregimentern und behielten ihre eigene Adjustierung.
Die Einheiten gehörten zur Linieninfanterie und bestanden im August 1914 aus vier Infanterie-Regimentern (Nummer 1–4) und einem Feldjägerbataillon.

## Geschichte

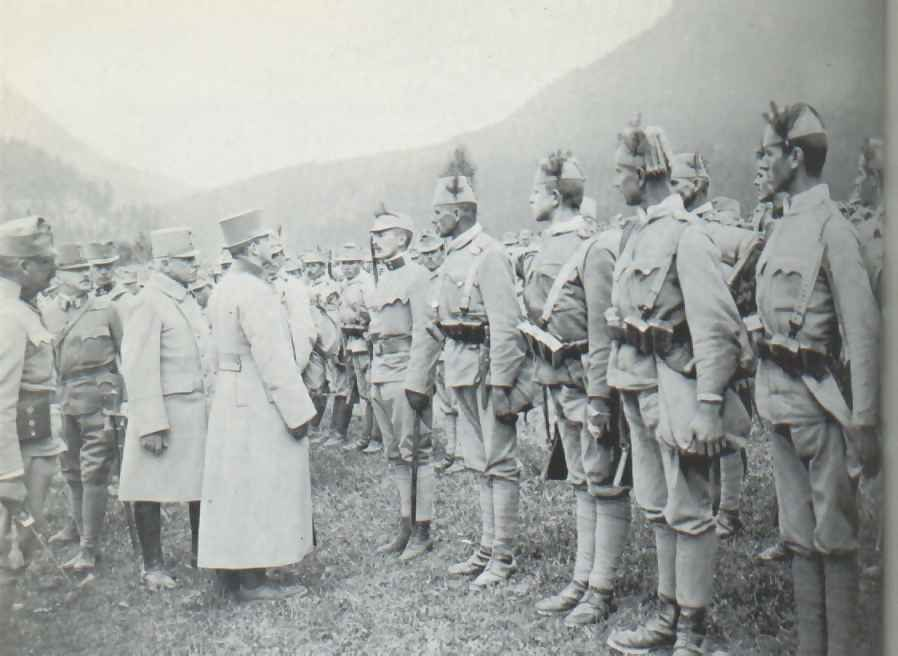
Kaiser Karl bei einer Inspektion des bosnisch-hercegovinischen Infanterie Regiments Nr. 2 (Südtirol, 1917)

1878 wurden das osmanische Vilâyet Bosnien, zu dem auch die Herzegowina gehörte, von Österreich-Ungarn militärisch besetzt. Obwohl das Gebiet staatsrechtlich nach wie vor zum Osmanischen Reich gehörte, begann die k.u.k. Administration damit, einen Verwaltungsapparat aufzubauen und schuf dadurch vollendete Tatsachen. Nach Unruhen im Jahre 1881/82, die nur mit militärischer Gewalt niedergeschlagen werden konnten, begann man die männliche Bevölkerung zum Militärdienst heranzuziehen.
Als erstes wurde 1882 in jedem der vier Ergänzungsbezirke (Sarajevo, Banjaluka, Donja Tuzla und Mostar) je eine bosnisch-hercegowinische Infanteriekompanie aufgestellt, die man in den darauffolgenden Jahren um jeweils eine Kompanie erweiterte, sodass 1885 vier und 1889 bereits acht selbstständige Bataillone formiert werden konnten. 1892 konnten drei weitere Bataillone aufgestellt werden. 1894 entschied die Militärverwaltung, für die bosnisch-hercegowinische Infanterie den Regimentsverband analog zum übrigen Heer einzuführen. Eine „Allerhöchste Entschließung“ vom 1. Jänner 1894 ordnete dies zwar an, die Umsetzung gestaltete sich aber überaus schwierig und konnte erst 1897 abgeschlossen werden.
Das Feldjägerbataillon wurde 1903 errichtet. Der Begriff Feldjäger bezeichnete im k.k. Sprachgebrauch eine Untergattung der Infanterie. Jäger als Plänkler oder leichte Infanterie gab es zu dieser Zeit sowohl in der Donaumonarchie als auch in Deutschland nicht mehr. Gleichwohl galten die Jägerbataillone als Elitetruppe und erhielten ausgesuchten Ersatz.

## Organisation

### Allgemeines
Nach den gleichzeitig erlassenen provisorischen organisatorischen Bestimmungen gliederte sich jedes Regiment in einen Regimentsstab, in drei Feldbataillone zu je vier Feldkompanien und in ein Ersatzbataillon, von dem im Frieden nur der Kader bestand.
Das Feldjägerbataillon hatte einen Bataillonsstab, vier Feldkompanien und einen Ersatzkompaniekader.

### Einheiten

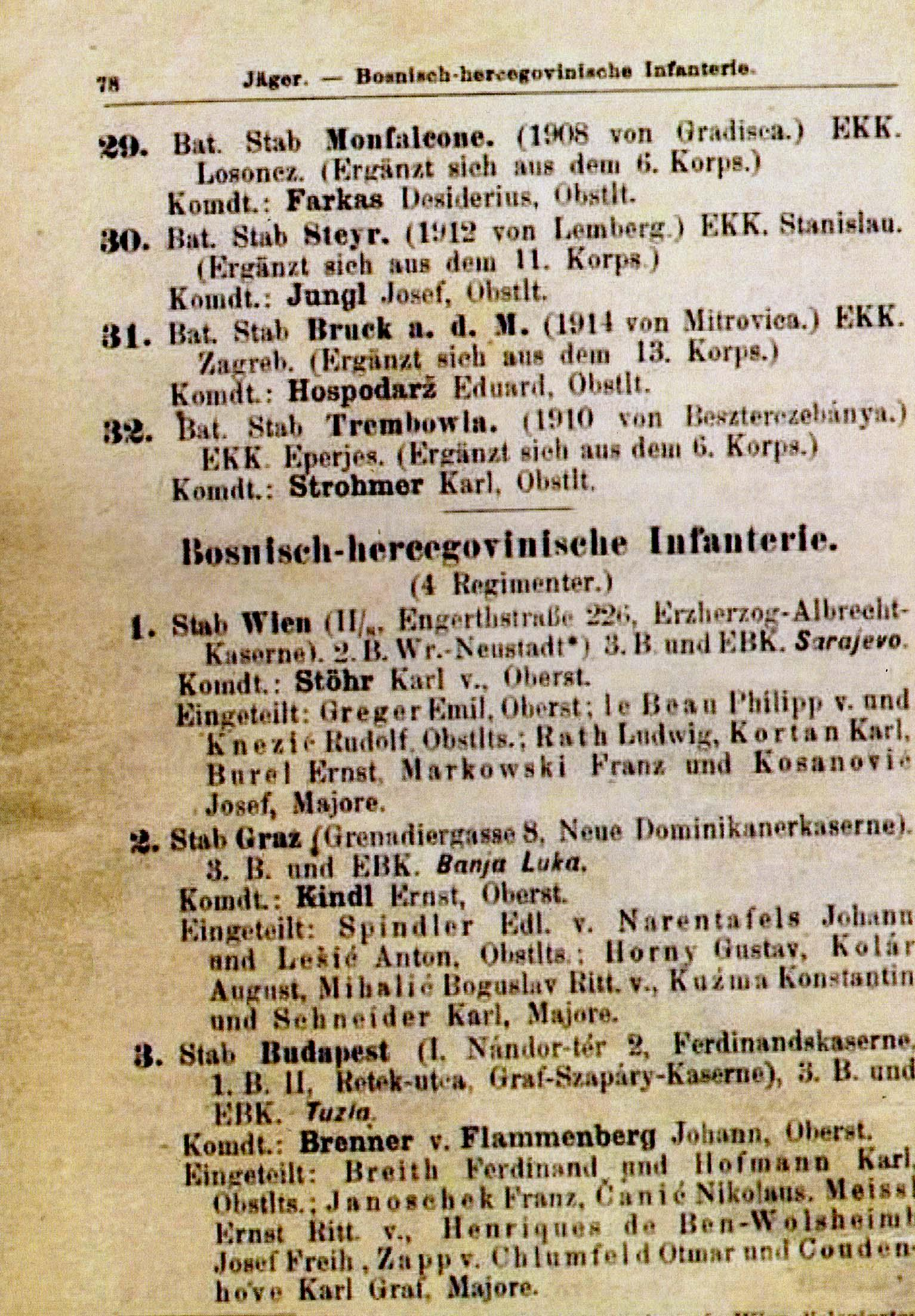
Organisationsbeschreibung mit Nachweis der korrekten Schreibweise in „Seidl's kleines Armeeschema“ (Juli 1914)

- Bosnisch-hercegovinisches Feldjägerbataillon

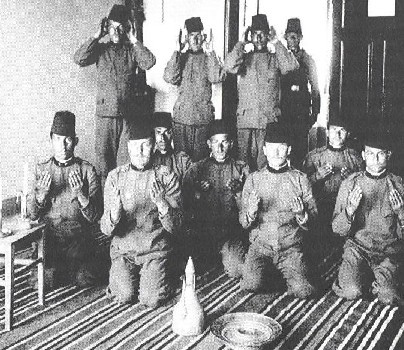
Soldaten des InfRgt Nr. 3 beim Gebet

Errichtet: 1903 – II. Armeekorps – 25. Infanterie-Truppendivision – 50. Infanteriebrigade
Nationalitäten: 96 % Bosniaken – 4 % Sonstige
Ergänzungsbezirk und Ersatzkompaniekader: Sarajevo (Defensionslager)
Garnison: Bruck an der Leitha
Kommandant: Oberstlt. Wladimir Terbojević
- Bosnisch-hercegovinisches Infanterie-Regiment Nr. 1

Errichtet: 1894 – II. Armeekorps – 25. Infanterie-Truppendivision – 49. Infanteriebrigade
Nationalitäten: 94 % Bosniaken – 6 % Sonstige
Ergänzungsbezirk und Ersatzbataillonskader: Sarajevo
Garnison
Stab, I. Baon – Wien II. Bez. Engerthstrasse 226 (Erzherzog Albrecht Kaserne)
II. Baon: Wiener Neustadt
III. Baon: Sarajevo
Kommandant: Oberst Carl von Stöhr
Stabsoffiziere: Oberst Emil Greger – Oberstlt. Rudolf Knezić – Oberstlt. Philipp von le Beau – Major Ludwig Rath – Major Karl Kortan – Major Ernst Burel – Major Franz Markowski – Major Josef Kosanović
- Bosnisch-hercegovinisches Infanterie-Regiment Nr. 2

Errichtet: 1894 – III. Armeekorps – 6. Infanterie-Truppendivision – 11. Infanteriebrigade
Nationalitäten: 93 % Bosniaken – 7 % Sonstige
Ergänzungsbezirk und Ersatzbataillonskader: Banja Luka
Garnison
Stab, I.,II. Baon: Graz Grenadiergasse 8 (Neue Dominikanerkaserne)
III. Baon: Banja Luka
Kommandant: Oberst Ernst Kindl
Stabsoffiziere: Oberstlt. Johann Spindler Edler von Narentafels – Oberstlt. Anton Leśić – Major Gustav Horny – Major August Kolár – Major Boguslav Ritter von Mihalić – Major Konstantin Kuźma – Major Karl Schneider
- Bosnisch-hercegovinisches Infanterie-Regiment Nr. 3

Errichtet: 1894 – IV. Armeekorps – 31. Infanterie-Truppendivision – 62. Infanteriebrigade
Nationalitäten: 94 % Bosniaken – 6 % Sonstige
Ergänzungsbezirk und Ersatzbataillonskader: Tuzla
Garnison
Stab, I. Baon Budapest Nandor-ter 2 (Ferdinandskaserne), II. Baon Budapest Retek-utca (Graf Szapáry Kaserne)
III. Baon: Tuzla
Kommandant: Oberst Johann Brenner von Flammenberg
Stabsoffiziere: Oberstlt. Ferdinand Breith – Oberstlt. Karl Hoffmann – Major Franz Jaschonek – Major Nikolaus Čanić – Major Ernst Ritter von Meissl – Major Josef Freiherr Henriques de Ben-Wolsheimb – Major Otmar Zapp von Chlumfeld – Major Karl Graf Coudenhove
- Bosnisch-hercegovinisches Infanterie-Regiment Nr. 4

Errichtet: 1894 – III. Armeekorps – 28. Infanterie-Truppendivision – 55. Infanteriebrigade
Nationalitäten: 95 % Bosniaken – 5 % Sonstige
Ergänzungsbezirk und Ersatzbataillonskader: Mostar
Garnison
Stab, I.,II. Baon: Triest Via Coroneo 4 (1 Kompanie in Capodistria)
III. Baon: Mostar
Kommandant: Oberst Anton Klein
Stabsoffiziere: Oberstlt. Ferdinand Schenk – Oberstlt. Johann Tuschner – Oberstlt. Eduard Edler von Bisenius – Major Andreas Šešić – Major Josef Schlechta

### Zusätzliche Einheiten
Im Jahre 1916 wurde das bosnisch-hercegovinische InfRgt Nr. 5 aufgestellt und im Oktober 1917 in bh InfRgt Nr. 10 umbenannt.
- Im Februar 1918 wurden aufgestellt:

InfRgt Nr. 5 (neu aufgestellt)
InfRgt Nr. 6
InfRgt Nr. 7
InfRgt Nr. 8
- Errichtete Feldjägerbataillone:

- Im August 1915:

Nr. 2 und Nr. 3
- Im Februar 1916

Nr. 4, Nr. 5, Nr. 6 und Nr. 7
- Im Februar 1918:

Nr. 8
(Die Bataillone Nr. 5, Nr. 6, Nr. 7 und Nr. 8 wurden im Februar 1918 wieder aufgelöst.)

## Uniformierung

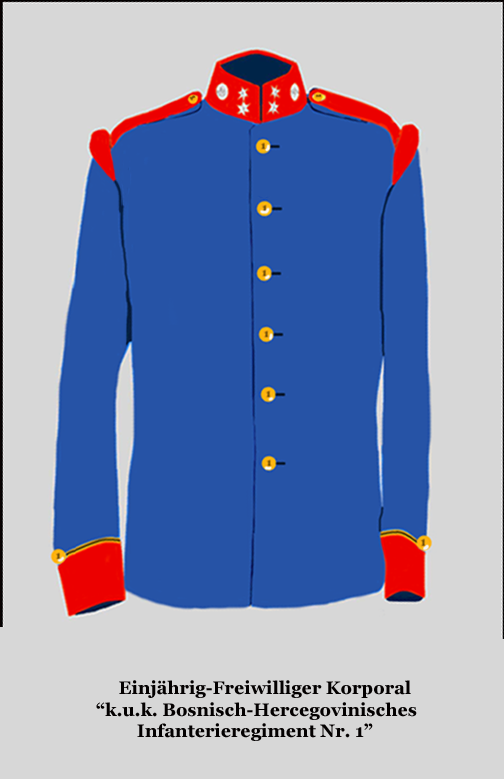

Das charakteristische Kleidungsstück dieser Truppe war der Fez, der sowohl zur Parade als auch zur Felduniform getragen wurde. Zur Parade wurde, falls vorhanden, ein dreiästiges Eichenlaub oder aber ein Tannenreis angesteckt, dessen Höhe ca. 16 cm und die Breite ca. 13 cm betragen sollte. Der Fez bestand aus rotbrauner gewalkter Schafwolle (zur Felduniform in Hechtgrau) und war mit einer Quaste aus schwarzer Schafwolle (zur Felduniform in Hechtgrau) ausgestattet. Diese Quaste bestand aus 18,5 cm langen, an einer Rosette befestigten Fransen. Für Gagisten, Praktikanten, Fähnriche und Gleichgestellte bestand die Quaste aus Seide. Der Fez musste so aufgesetzt werden, dass die Quaste nach hinten lag. Um ein Wandern der Quaste zu verhindern, war diese mit einer Schnur am Oberteil des Fez fixiert. Bei den Offizieren und Fähnrichen war als Kopfbedeckung der Infanterietschako bzw. die schwarze Feldkappe vorgeschrieben. Wenn sie Moslems waren, konnten sie jedoch auch den Fez tragen. Waffenröcke und Blusen entsprachen im Schnitt denen der deutschen Linieninfanterie. Die Knöpfe waren gelb mit der jeweiligen Regimentsnummer.
Die Hosen waren sog. Kniehosen nach orientalischem Vorbild. Sie bestanden aus den beiden Schenkelteilen und den Wadenstücken (entfernt ähnlich der deutschen Keil- oder Reithose der Wehrmacht – jedoch statt nach der Seite nach vorne ausgestellt), welche je aus einem vorderen und hinteren Teil zusammengesetzt wurden. An der Vorderseite befanden sich zwei schräg eingeschnittene Taschen. Die Schenkelteile waren bis unter die Knie weit gehalten und verengten sich von da an. Die nach unten verlaufenden Wadenstücke waren durch einen 3,5 cm breiten Bund aus doppelt gelegtem Stoff mit den Schenkelteilen verbunden. Mit fünf Hafteln (Haken und Ösen) konnten die Wadenstücke geschlossen werden. An den Öffnungen der Hosenbeine befanden sich je eine 3,5 cm breite Leinenstrupfe (wurde unter dem Fuß durchgezogen).
Die bosnisch-hercegowinischen Feldjäger waren sowohl zur Parade als auch zum Felddienst (Marschadjustierung) mit der gleichen hechtgrauen Uniform ausgestattet. Die Egalisierungsfarbe war Grasgrün.
Die bosnisch-hercegowinische Infanterie trug die gleiche Uniform, zur Parade jedoch in lichtblauer Farbe, zum Felddienst in Hechtgrau. Die Egalisierungsfarbe war Alizarinrot.
Alle anderen Montierungs- und Ausrüstungsstücke (Mannrüstung) entsprachen denen der Linieninfanterie.

## Marschmusik

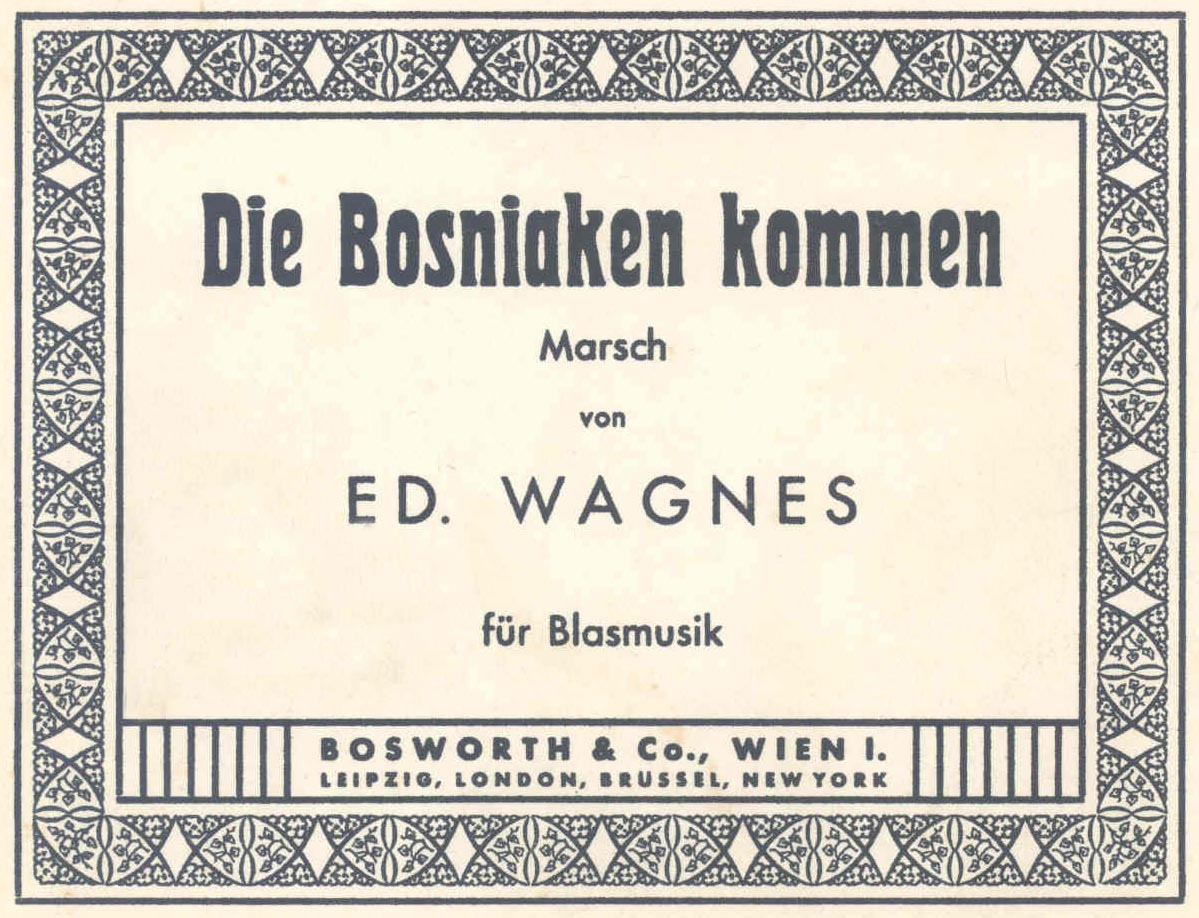

Zu Ehren der k.u.k. Bosniaken im Besonderen des InfRgt Nr. 2, komponierte dessen Kapellmeister Eduard Wagnes im Jahre 1895 den sogenannten „Bosniaken Marsch“ unter dem Titel Die Bosniaken kommen. Er ist derzeit der Traditionsmarsch des Fernmeldebataillons 1 in Villach.
In Erinnerung an die heldenhaften und ausgezeichneten Taten des InfRgt Nr. 2 beim Angriff auf den Monte Meletta-Fior unter Stephan Duić am 7. Juni 1916, komponierte Eduard Wagnes den „Meletta-Marsch“.

## Sonstiges

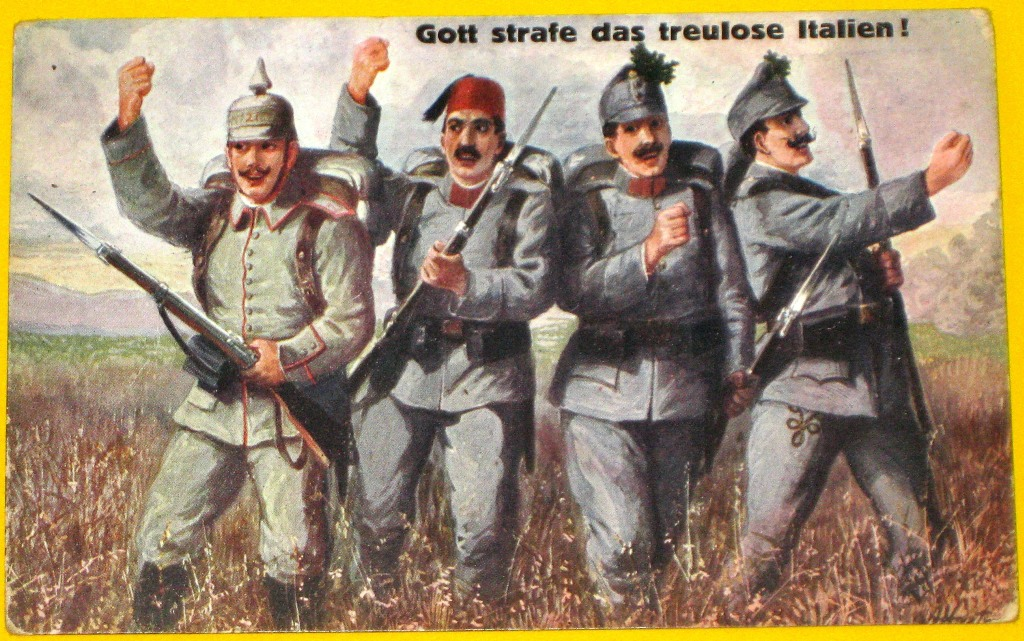
Deutsche, Bosniaken, Österreicher und Ungarn im Ersten Weltkrieg (Propagandapostkarte, 1915)

Auf Initiative von Nachfahren der Angehörigen des InfRgt Nr. 2 und des damaligen Landwehr-Stammregimentes 54 erhielt in den 1980er-Jahren, durch den damaligen Bürgermeister Alexander Götz und durch die Stadtgemeinde Graz, eine Gasse im Bezirk Straßgang den Namen Zweierbosniakengasse.
Kein Regiment wurde im Ersten Weltkrieg öfter ausgezeichnet als das bosnisch-herzegowinische Infanterie-Regiment Nr. 2. Zu verdanken hatte es dies unter anderem der erfolgreichen Erstürmung des Monte Meletta-Fior nahe Asiago in der oberitalienischen Provinz Vicenza. Das Regiment konnte im Zuge der Österreich-Ungarischen Südtiroloffensive am 7. Juni 1916 den Berg nach schweren und verlustreichen Kämpfen erobern. 208 Gefallene und rund 800 Verwundete – etwa 35 Prozent des Bestandes – waren zu beklagen.

## Persönlichkeiten
- Gojkomir Freiherr von Glogovac (1883–1922), Ritter des Militär-Maria-Theresien-Ordens (1917)
- Stjepan Duić (1877–1934)

## Galerie

### Erster Weltkrieg

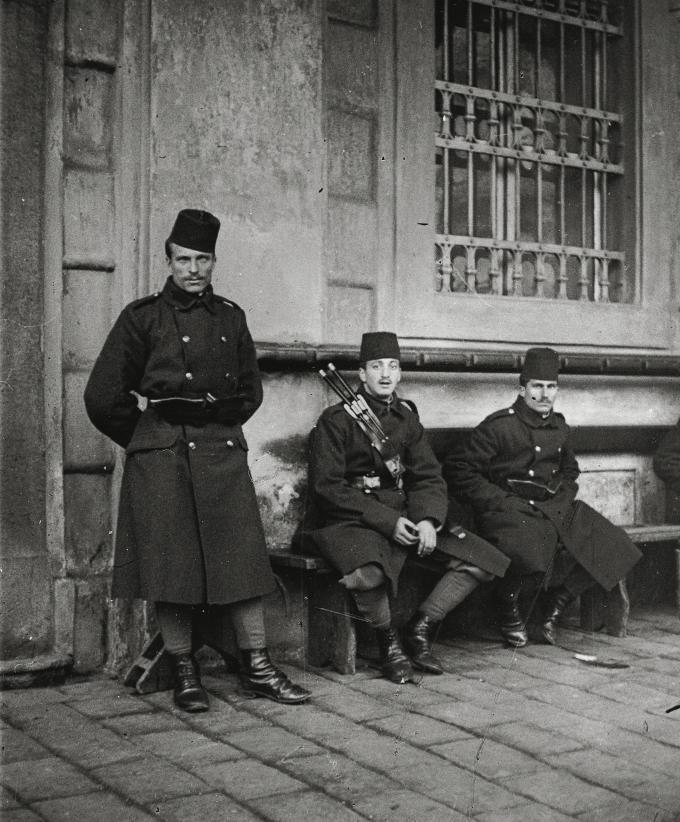
Auf Wache vor dem Kriegsministerium in Wien
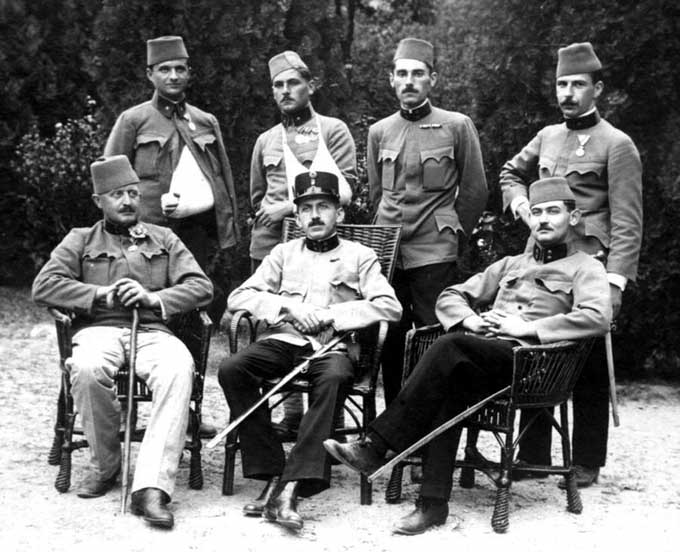
Offiziere
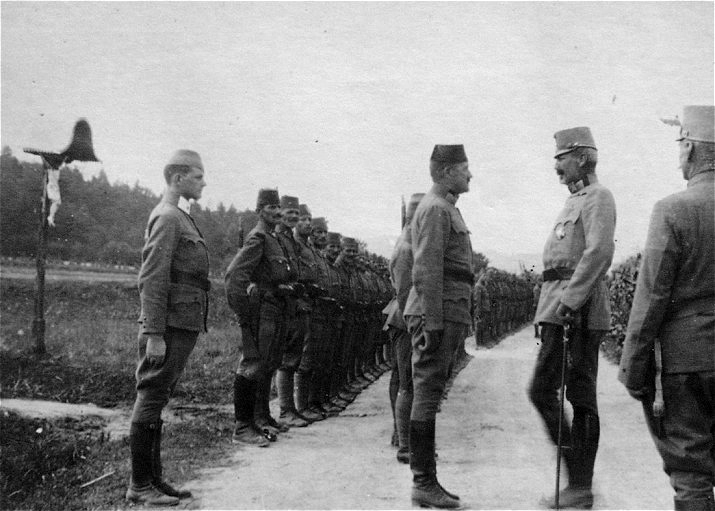
Truppeninspektion an der Front durch Erzherzog Eugen
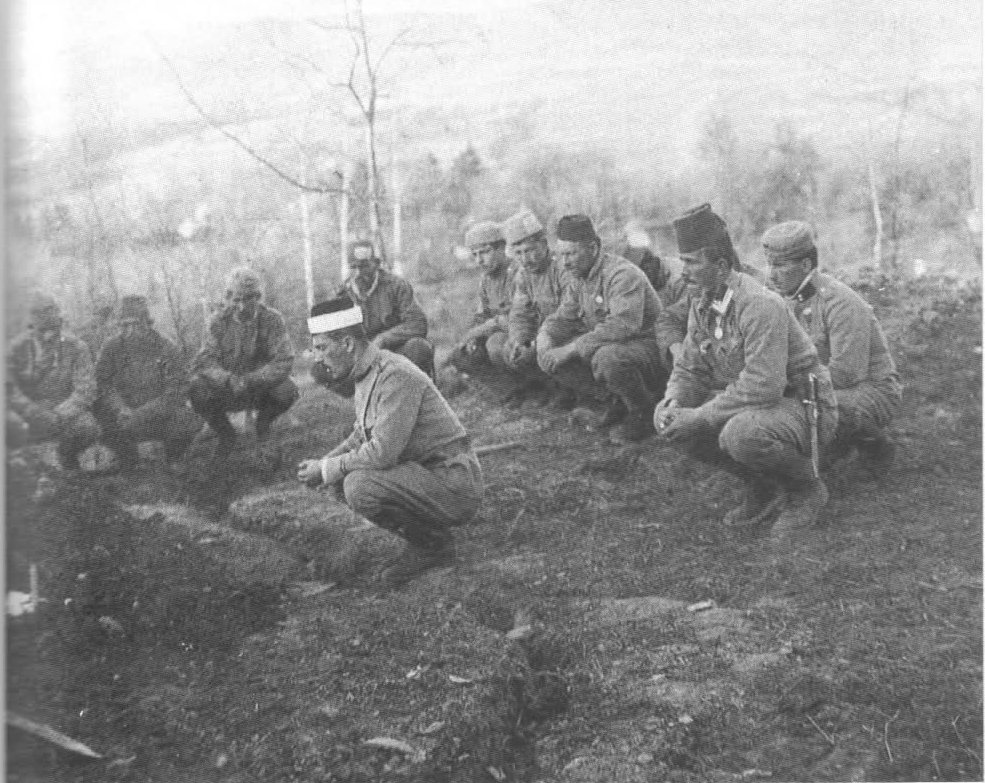
Imam mit Soldaten beim Feldgebet
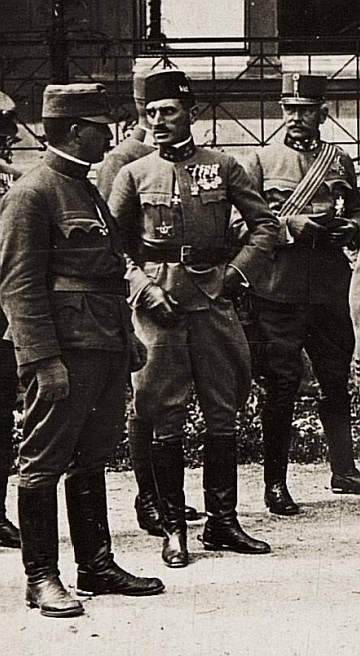
Gojkomir von Glogovac (Mitte) bei Verleihung des Militär-Maria-Theresien-Ordens 1917

### Militärfriedhof („Bosniakenfriedhof“) in Lang
Der Soldatenfriedhof in Lang wird als das wichtigste historische Denkmal des Ersten Weltkriegs innerhalb der Region bezeichnet. Hier ruhen 1233 Soldaten der österreichisch-ungarischen Armee, darunter 805 Bosniaken, und 437 italienische, rumänische, russische und serbische Kriegsgefangene.

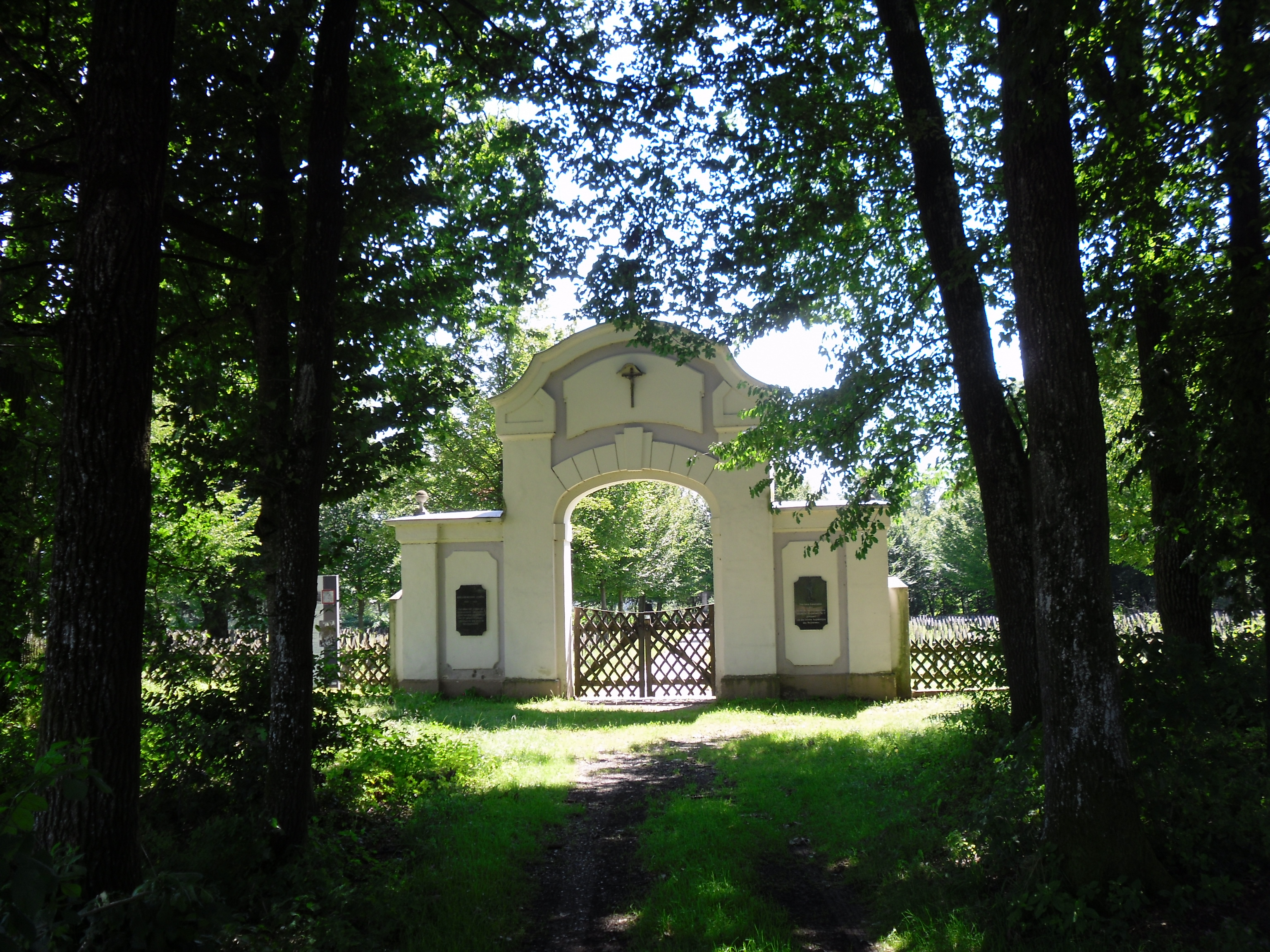
Eingang zum Friedhof Lang
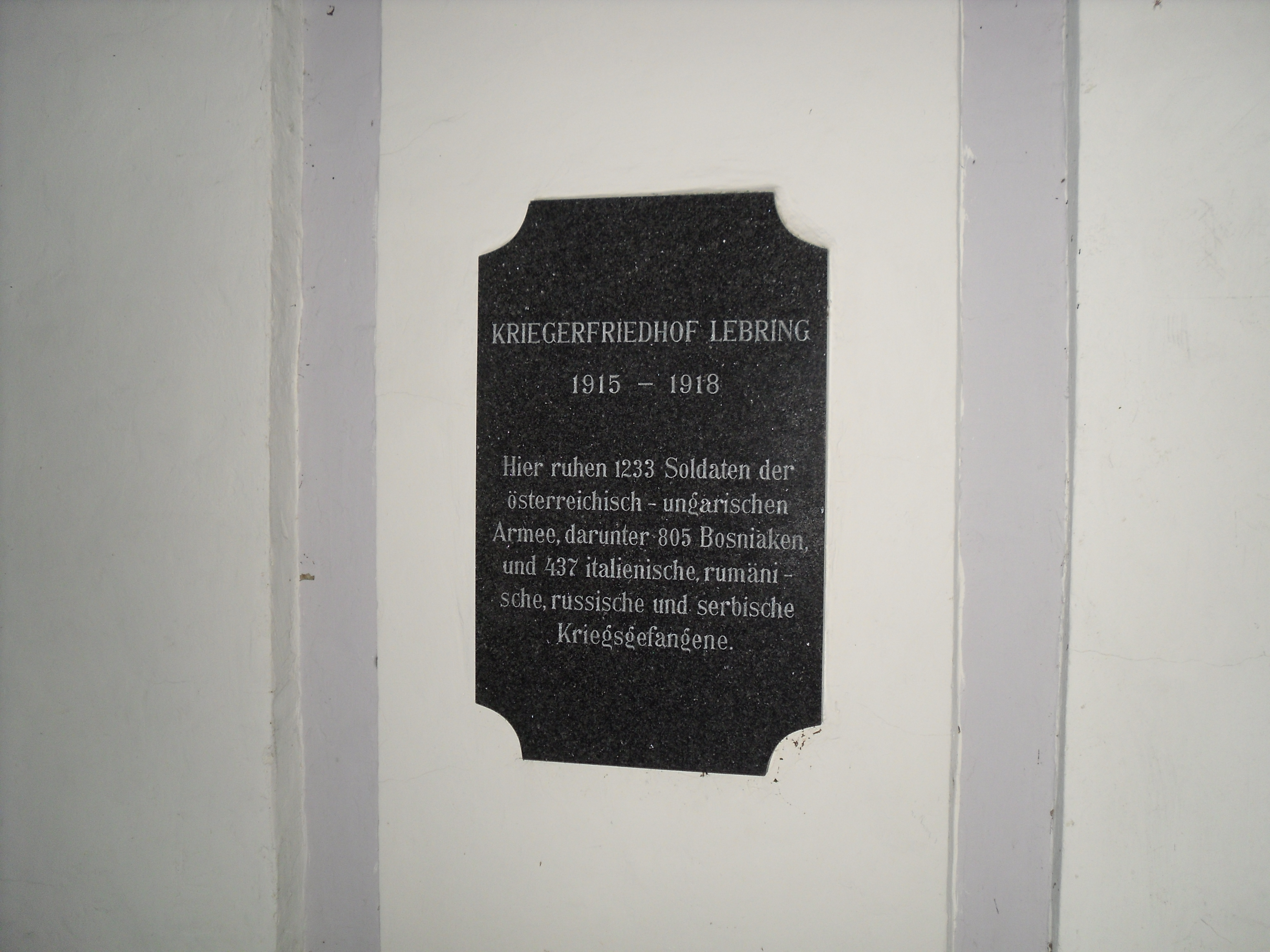
Gedenktafel rechts
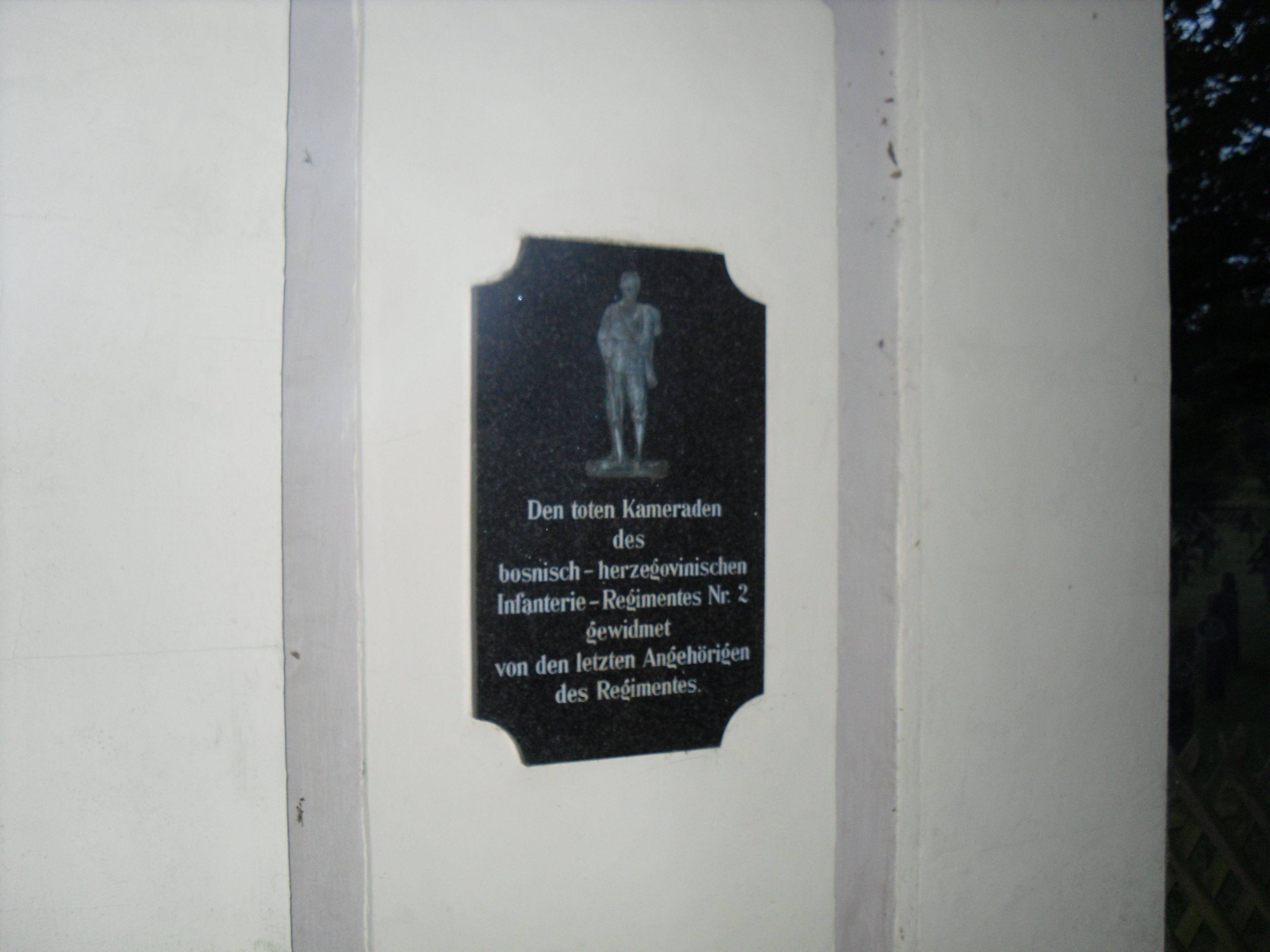
Gedenktafel links
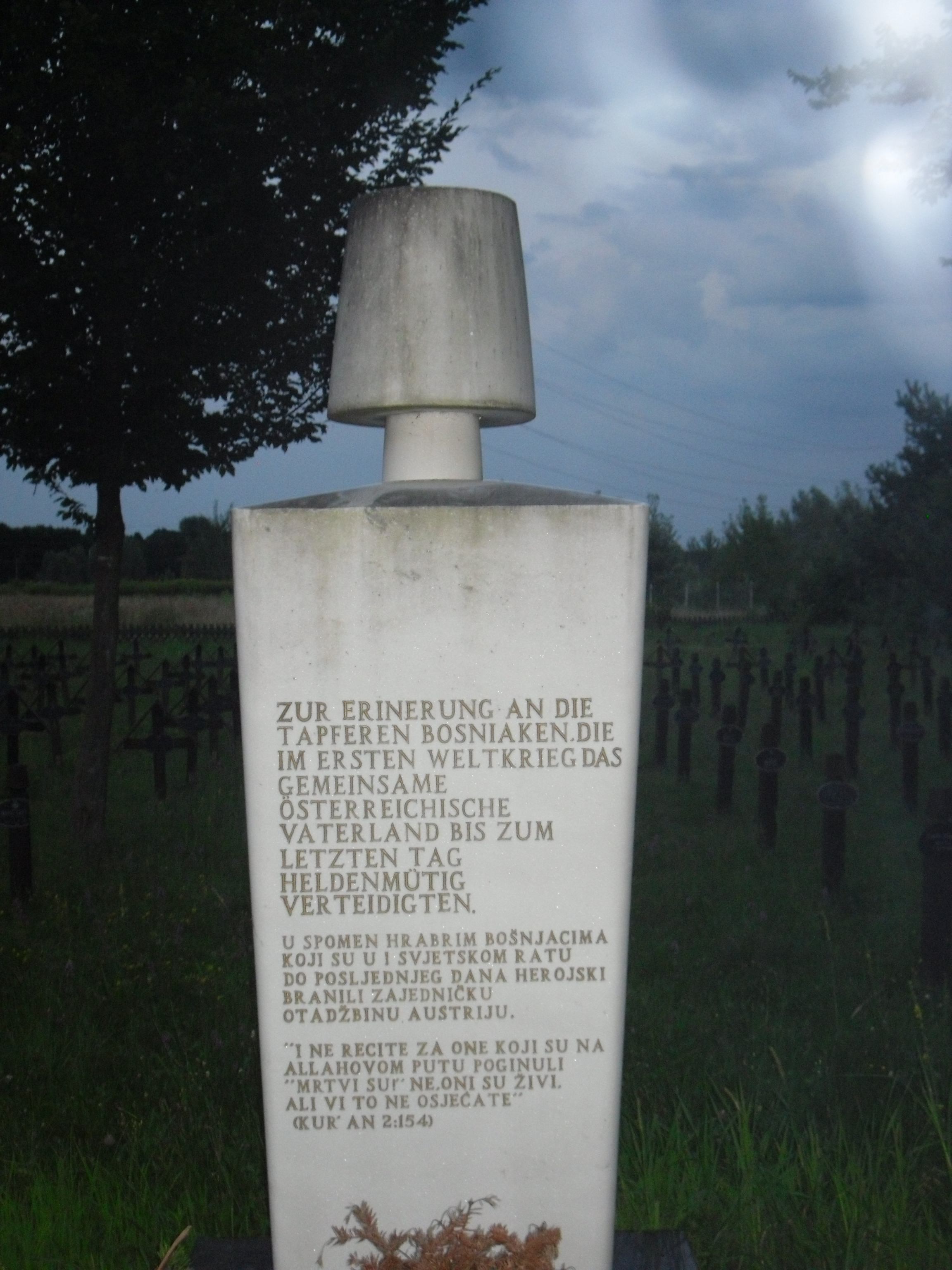
Zentrales Grabmal
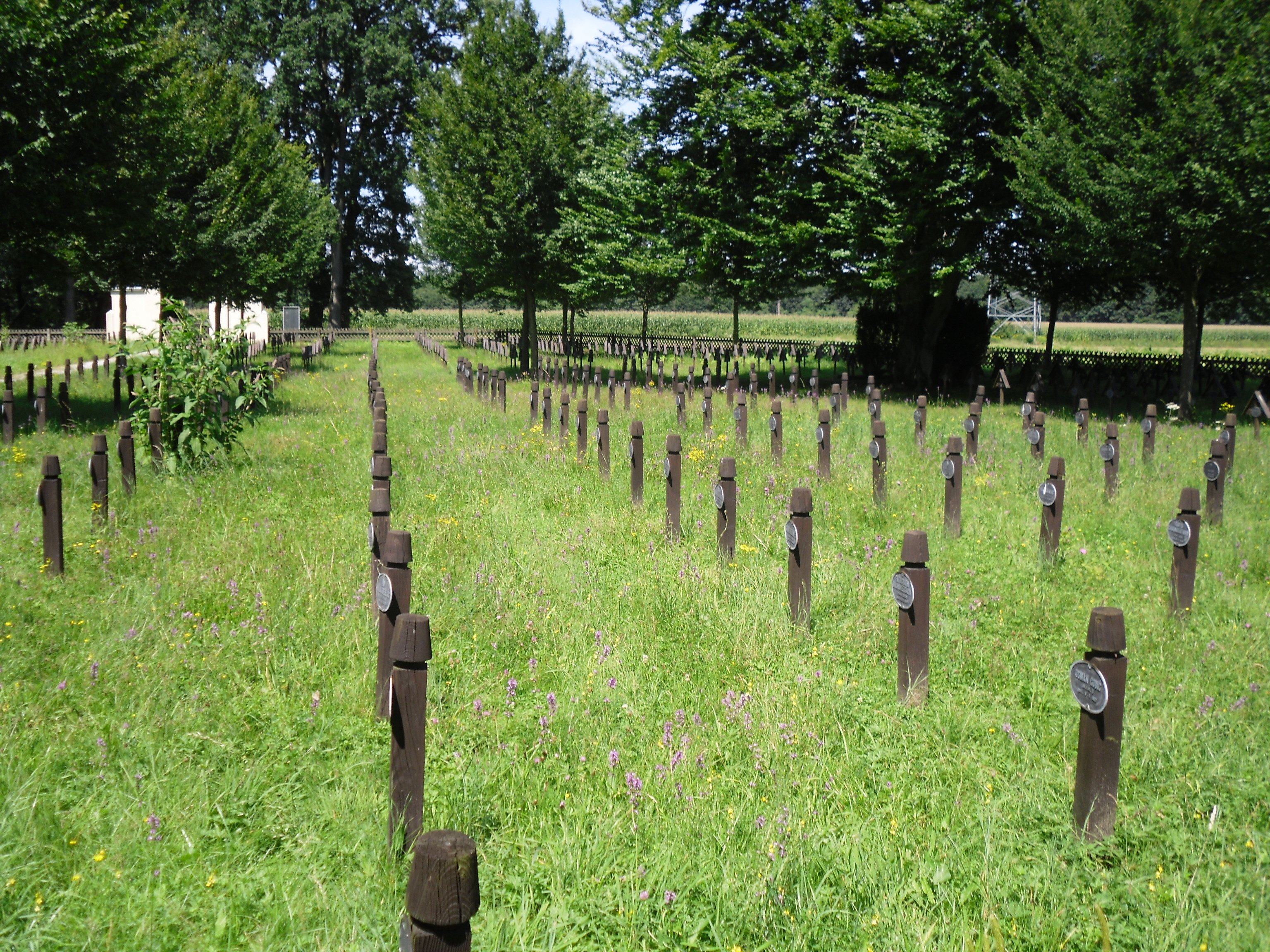
Friedhofsansicht vom Süden
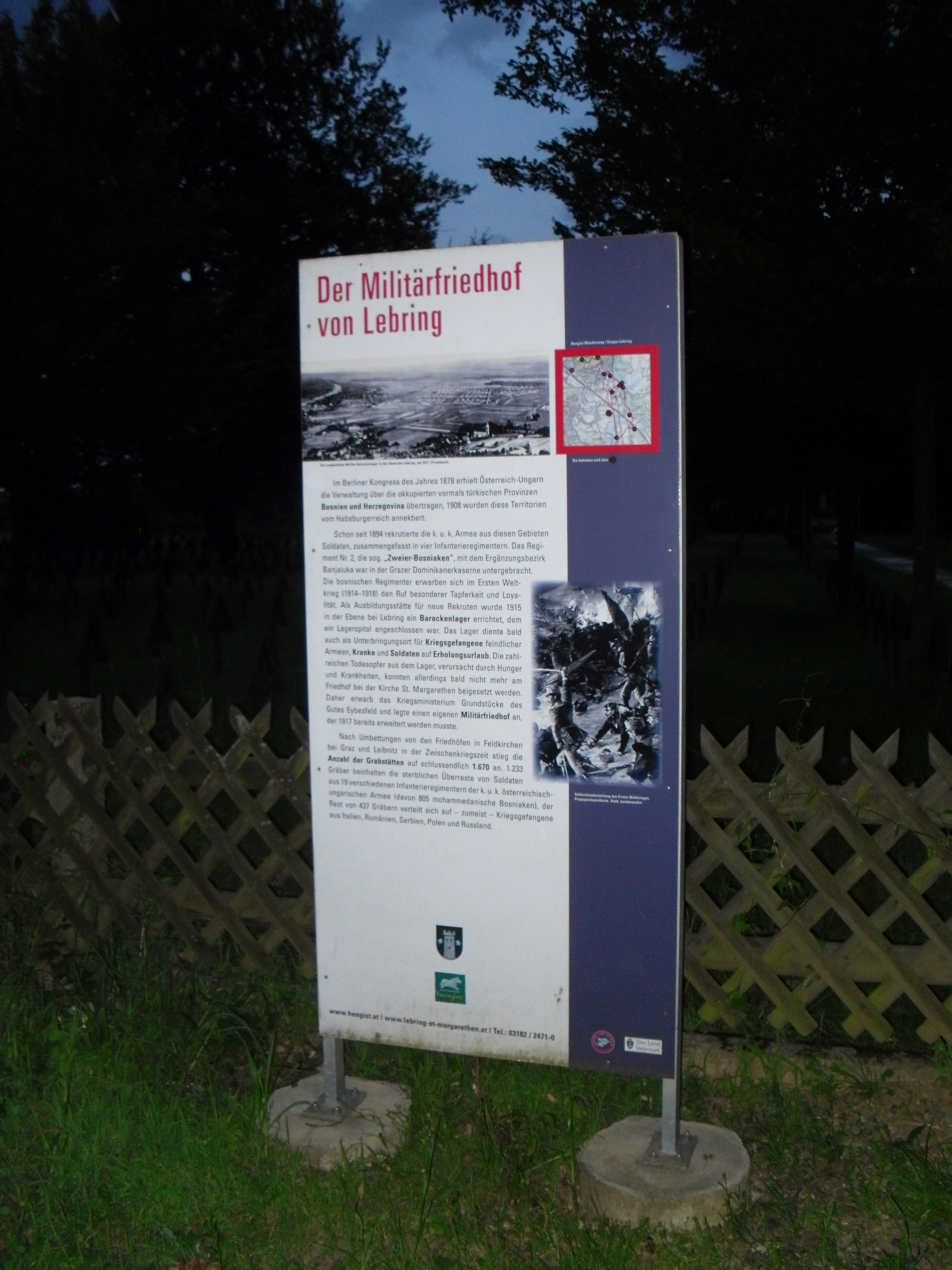
Informationstafel